# Bartolomeo Campagnoli
Bartolomeo Campagnoli, född 10 september 1751, död 6 november 1827, var en italiensk tonsättare och violinist.
Campagnoli var lärjunge till bland andra Pietro Nardini, och bereste som orkestermusiker och solist kontinenten, var 1797-1816 anställd som konsertmästare vid Gewandhaus i Leipzig och senare som hovkapellmästare i Neustrelitz. Campagnoli skrev åtskilliga kompositioner för flöjt och för violin (Préludes, Raccolta di 101 pezzi, duetter, 41 caprices pour l'alto viola, en violinskola med mera).

## Diskografi
År 2022 spelade den italienske violisten Marco Misciagna in världspremiären av 41 Caprices op.22 av Campagnoli i version av Karl Albert Tottmann.